# Talus (construction)
Pour les articles homonymes, voir talus.

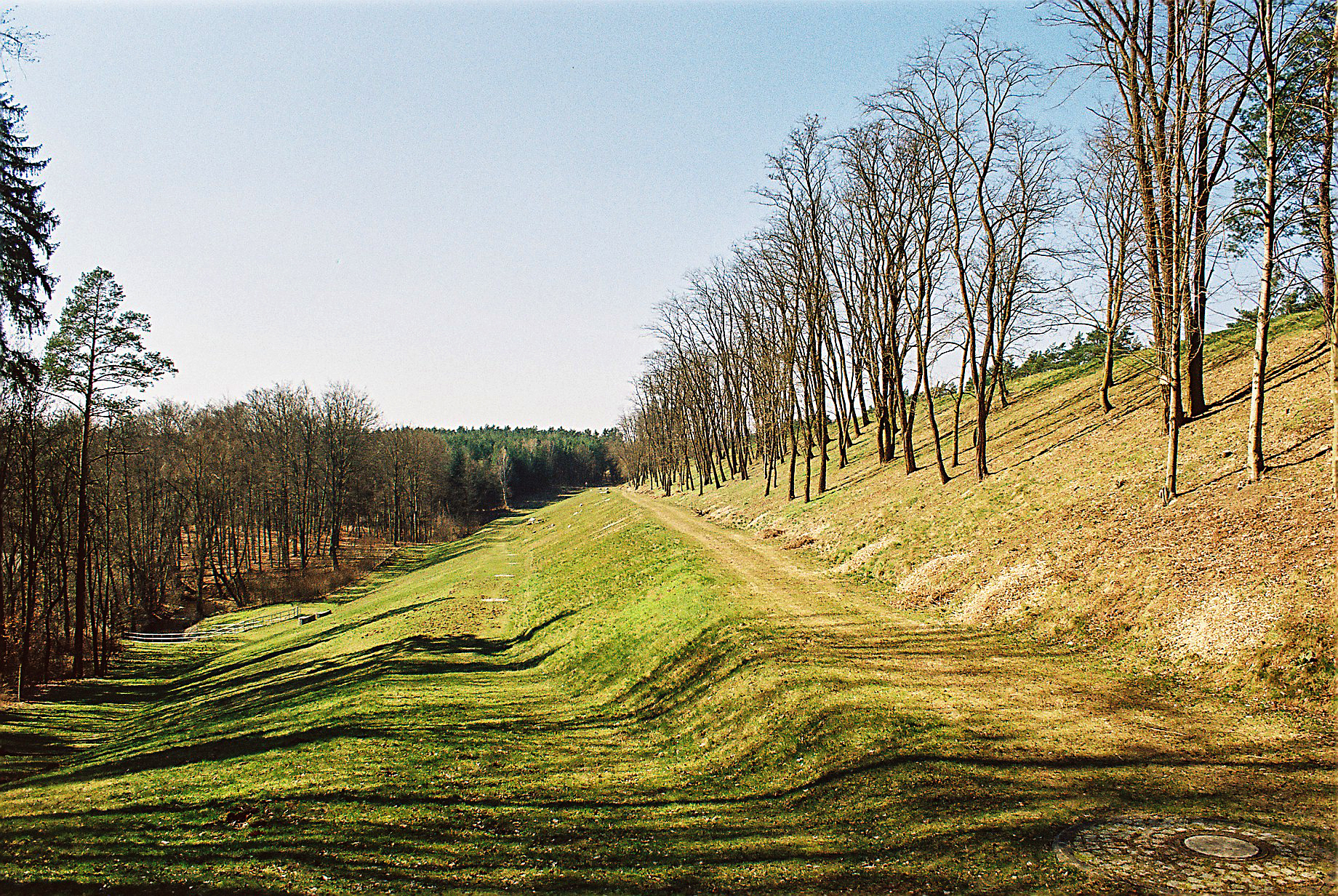
Digue avec bermes intégrées dans le talus.

Un talus en construction est une surface pentue de terrain résultant de travaux de terrassement lors de la construction d’une route ou d’une digue par exemple, ou bien lors de la réalisation d'une fosse pour les fondations d’un bâtiment
La stabilité d’un talus est déterminée d'abord par son angle d’inclinaison mais aussi par une série de paramètres (nature du talus, humidité, etc.). Dans le cas d’un talus non stable, il peut se produire un glissement de terrain ou « rupture de talus ».

## Caractéristiques
Un talus est caractérisé par son inclinaison c’est-à-dire l’angle de la pente et par sa hauteur. La pente du talus peut être exprimée par le rapport hauteur sur largeur, en pourcentage ou grâce à un angle. La pente maximale possible dépend des caractéristiques du sol (cohésion, poids propre, structure, humidité, sensibilité au gel, etc.), de la végétation qui y est éventuellement présente, des forces qui s’exercent sur lui (poussée de l’eau derrière une digue, poids du trafic sur une route, etc.).

## Angle

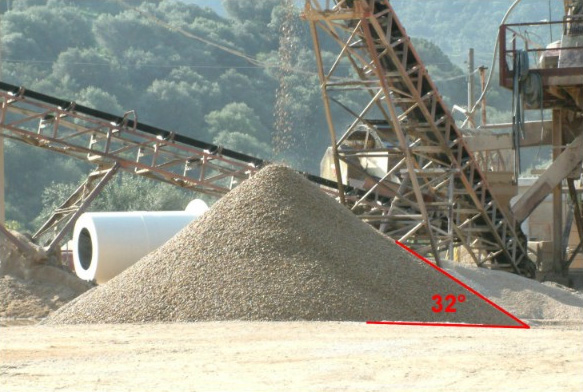
Cône de déversement de sable grossier avec angle de talutage inscrit en rouge.

Dans le cas de talus non exposé à l’humidité, les facteurs déterminant pour la stabilité sont l’angle et la végétalisation de l’ouvrage. Un talus naturel composé de matériaux non liés a une pente maximale égale à l’angle de frottement interne du sol. On parle d’angle de talus naturel. Un sol non lié est un sol avec une faible contenance en particules fines, par exemple du sable grossier, des graviers par opposition à de l’argile ou du limon. Un angle plus élevé que l’angle de talus naturel entraîne une rupture de talus.
Les sols liés présentent additionnellement une cohésion interne qui retient le matériau en un bloc et s’oppose à la rupture du talus. Ce type de matériau permet une pente de talus plus élevée qu’un matériau non lié. Parmi les matériaux liés, on compte également le sable humide. Cependant, une fois asséché, le sable perd sa cohésion interne ce qui entraîne une rupture de talus.
L'angle de talus naturel d’un cône de déversement se situe en règle générale entre 25 et 45 °. En pratique, un talus d’un angle inférieur à 45° ne nécessite pas de calcul de stabilité supplémentaire. Pour un sol lié cette valeur peut atteindre 60° et dans le cas particulier de roches, on peut prendre une valeur de 80°.

## Facteurs influençant la stabilité
La stabilité d’un talus dépend de différents facteurs. Les propriétés du sol composant le talus constituent le facteur le plus important. En outre, la présence d’eau peut favoriser un glissement de terrain. La présence d’une nappe phréatique, de ruissellements de surface ou encore la pression de l’eau contenue dans les pores du sol doivent être considérés lors du dimensionnement de l’ouvrage. La présence de charges tels que des constructions ou du trafic routier sur le bord supérieur du talus, un tremblement de terre dut à un séisme peuvent provoquer un glissement de terrain. Dans le cas de talus utilisé pour l’aménagement de rivière, il faut prendre en compte les forces hydrostatiques (poids de l’eau contre le talus) et hydrodynamiques (effet des courants : énergie cinétique de l’eau, érosion). Pour la protection contre des effets hydrodynamiques, le talus est souvent recouvert d’une protection superficielle : soit par des enrochements, pavements, bétonnage, etc., soit par le choix de méthodes de bio-ingénierie ripisylve, fascines, etc.
Lorsque cela est nécessaire, un ingénieur ou un géologue peut réaliser un calcul de stabilité du talus.

### Végétation
La végétation peut jouer un rôle clé dans la stabilisation des berges en positif ou en négatif.

La présence de végétation, telle que de l'herbe, sur le sol naturel non supprimée avant la construction d'un talus peut contribuer à diminuer fortement la stabilité de l'ouvrage, surtout si les couches successives de matériaux du talus sont mal compactées.

## Talus artificiels

### Remblai pour le génie civil
Pour la réalisation de tranchées ou de fosses pour la pose de conduites ou la réalisation de fondations par exemple, il est possible, lorsque la place est disponible, de réaliser des talus pour garantir la stabilité des parois de l’excavation. L’objectif étant d’avoir un angle de talus aussi grand que possible pour prévenir tout éboulement. Les angles de talus sont par exemple donnés dans la norme DIN 4124 :
- 45° pour un sol non cohésif ou meuble
- 60° pour un sol rigides ou semi-cohésif
- 80° pour un sol fortement lié et cohérent ou des roches

Si la réalisation de talus d’un angle suffisant n’est pas possible, il faut alors renforcer les parois de l’excavation. On parle par exemple alors de blindage de tranchée.

### Remblai pour la construction de routes
La réalisation de talus pour la construction de routes permet au tracé vertical de s’affranchir du relief du terrain. Les talus permettent d’enfoncer la route dans les collines et de la surélever dans les bassins. Les talus latéraux ont en général un angle de 1:1,5. Les surfaces des talus le long des routes sont la plupart du temps végétalisés pour limiter l’érosion et réduire l’empreinte visuelle de l’ouvrage dans le paysage.

## Aspects écologiques
Les talus représentent des surfaces non cultivés importantes. Le long des cours d’eau, ils constituent des corridors biologiques de premier intérêt. Les talus sont souvent recouverts d’arbustes et de buissons qui sont relativement préservés des perturbations de par leur inaccessibilité relative. Il est souvent considéré que ce type de talus, en particulier le long des ripisylves et moins pour les talus construits le long d’axes routiers, apportent une contribution importante à la diversité biologique. Cependant les talus le long des rivières sont littéralement des digues qui limitent fortement la mobilité des cours d'eau et ne remplace pas une ripisylve fonctionnelle.
Les talus peuvent créer des barrières dans le continuité écologique notamment du point de vue hydrologique et segmenter ainsi les réseaux écologiques.